# NNDB
NNDB, съкращение на Notable Names Database (превод: База от данни на забележителни имена) е интернет база от данни, съдържаща биографична информация за известни личности. Сайтът е създаден от Комуникации Сойлент (Soylent Communications) през 2002 г.
Страницата съдържа повече от 37 000 профила на знаменитости. Всеки посетител може да предлага допълнителни корекции и да посочва грешки.